# Amateur Data Interchange Format
Das Amateur Data Interchange Format (kurz ADIF) ist ein Dateiformat, welches den Aufbau einer Datei zur Speicherung oder zum Austausch von Logbüchern im Amateurfunkdienst beschreibt. Die Dateinamenserweiterungen lauten .adi und .adx.
Es ist de facto der Standard zum Speichern und Austauschen von allgemeinen Logbüchern durch Amateurfunk-Software.
Hervorgehend aus der Diskussion über die Entwicklungsintention eines einheitlichen Standards für den Austausch von Logbüchern, präsentierte der Entwickler und Funkamateur Raymond R. Ortgiesen IV das Amateur Data Interface Format (ADIF) in der Version 1.0 mit der Dateinamenserweiterung .adi während der Dayton Hamvention 1996 in Dayton. Innerhalb eines Jahres wurde dieses Format in viele Amateurfunk-Programme adaptiert.
Im Jahr 2010 wurde das Dateiformat mit der Dateinamenserweiterung .adx definiert, um internationale Zeichen unter der Verwendung von Unicode mit UTF-8 zu unterstützen. Das ADX-Format basiert auf der XML.

## Dateiaufbau

### ADI
Das ADI-Format besteht aus vier Komponenten:
- Physischer Aufbau: Jedes Attribut wird durch einen voranstehenden Tag operational definiert. Die Tags sind dabei case insensitive. Der Tag besteht aus dem Feldnamen und der Zeichenlänge des Attributs, getrennt durch einen Doppelpunkt. Das Ende eines Datensatzes wird mit <eor> definiert.

Beispiel:
<call:6>DL1XYZ<band:3>80M<mode:4>RTTY<qso_date:8>20170224<time_on:4>1709<eor>
- Als Tag finden neben den obligatorischen Informationen über Rufzeichen der Gegenstation, Amateurband, Betriebsart, Datum und Zeit weitere optionale Daten, wie z. B. Land (definiert durch die numerische DXCC-Entität), Standortangaben, z. B. durch QTH-Locator oder Amateurfunkdiplom-Programm-Referenzen wie SOTA oder IOTA als auch nutzerdefinierte Varianten Verwendung.
- Definierte obligatorische Attribute sind Datum (Format YYYYMMDD) und Zeit in UTC (Format HHMMSS) sowie Amateurband (Format NNM, wobei N eine ganzzahlige Wellenlänge und M eine metrische Maßeinheit mit Einheitenpräfix ist; Beispiel: <band:4>70cm).
- Dateistruktur: Optionaler Header mit Informationen über die ADIF-Version und ggf. verwendete Software geschlossen mit <eoh>, gefolgt von Datensätzen wie im physischen Aufbau definiert.

Beispiel:
<adif_ver:5>3.0.5<programid:9>SampleLog<eoh>

### ADX
Das ADX-Format verwendet die XML mit UTF-8. Die hierarchische Struktur besteht aus dem Wurzeltag <ADX>, welches ein <HEADER>-Tag und mindestens ein <RECORDS>-Tag mit Null oder mehr <RECORD>-Elementen enthält. Die Tagbezeichnungen sowie Attribute sind mit denen des ADI-Formats identisch.

Beispiel einer ADX-Datei
```
<?xml version="1.0" encoding="UTF-8"?>

<ADX>

    
<HEADER>

           
<ADIF_VER>
3.0.5
</ADIF_VER>

           
<PROGRAMID>
SampleLog
</PROGRAMID>

           
<USERDEF
 
FIELDID=
"1"
 
TYPE=
"N"
>
EPC
</USERDEF>

    
</HEADER>

    
<RECORDS>

           
<RECORD>

                  
<QSO_DATE>
20170224
</QSO_DATE>

                  
<TIME_ON>
1709
</TIME_ON>

                  
<CALL>
DL1XYZ
</CALL>

                  
<BAND>
80M
</BAND>

                  
<MODE>
RTTY
</MODE>

                  
<USERDEF
 
FIELDNAME=
"EPC"
>
123456789
</USERDEF>

          
</RECORD>

    
</RECORDS>

</ADX>

```

## Verwendung
Neben der Nutzung des ADIF-Standards durch Logbuch-Software findet dieser auch in anderen Amateurfunkanwendungen, wie Programmen zum Kodieren und Dekodieren von digitalen Betriebsarten Verwendung (z. B. WSJT, ROS). Contestsoftware bietet ebenfalls die Möglichkeit zum Im- und Export von Datensätzen im ADI-Format, jedoch werden zur Evaluation der Logbücher durch den Veranstalter des Contests das Cabrillo-Format, seltener das Stützerbach-Format verwendet. Die Amateurfunkverordnung (AfuV) schreibt das Führen eines Stationstagebuchs (Logbuch) während des Ausbildungsfunkbetriebs gemäß §12 Abs.4 AfuV oder in besonderen Fällen gemäß §17 Abs.1 AfuV vor. Dies kann auch in digitaler Form erfolgen.